# Erich Otto (Gewerkschafter)
Erich Otto (* 19. Februar 1883 in Berlin, Deutsches Kaiserreich; † 3. Oktober 1975 in Detmold, Deutschland) war ein deutscher Gewerkschaftsfunktionär und Schauspieler.

## Leben
Otto gab sein Bühnendebüt am 1. Mai 1900. Im folgenden Jahrzehnt spielte er Theater in der (damals) deutschen Provinz, darunter Liegnitz, Harburg (Elbe), Stettin, Straßburg, Metz und Nürnberg. 1911 traf er in Berlin ein, wo er unter anderem am Neuen Volkstheater auftrat. 1919/20 übernahm Otto auch kleine Rollen in Filmen, darunter Melodramen mit Lu Synd (Die Rache des Bastard, Margot de Plaisance). 
Wenig später gab Otto die Schauspielerei weitgehend auf und wechselte als Funktionär zur Schauspieler-Gewerkschaft. 1929 wurde Erich Otto Vizepräsident der Genossenschaft Deutscher Bühnen-Angehöriger, von 1932 bis 1950 stand er als deren Präsident vor. Am 3. Mai 1933 wurde der engagierte Gewerkschafter, der seine Organisation im Dritten Reich vor der Vereinnahmung durch die Nationalsozialisten zu bewahren suchte, verhaftet, blieb jedoch de jure im Amt.

## Ehrungen
- 1953: Verdienstkreuz (Steckkreuz) der Bundesrepublik Deutschland

## Filmografie
- 1919: Die Rache des Bastards
- 1919: Margot de Plaisance
- 1919: Marodeure der Revolution
- 1919: Der neue Herr Generaldirektor
- 1919: Wenn ein Mädchen hübsch ist
- 1920: Das große Geheimnis